# Abbaye de Peñamaior
L’abbaye de Peñamaior est une ancienne abbaye, cistercienne, située en Espagne, plus précisément à Becerreá, dans la comarque de Os Ancares (Province de Lugo, Galice).

## Histoire

### Prieuré bénédictin
En 918, le roi Ordoño II demande à l'abbé Berila de Peñamaior de restaurer l'abbaye San Julián de Samos (es). C'est la première date à laquelle l'existence d'un établissement bénédictin à Peñamaior est attestée. En 1188, il est à nouveau mentionné comme prieuré dépendant de l'abbaye de Carracedo, en León, rattaché à l'ordre de Cluny.

### Abbaye cistercienne
En 1203, l’abbaye de Carracedo devient cistercienne et se place dans la filiation de Cîteaux. À sa suite, Peñamaior entre dans l'ordre cistercien et devient une abbaye à part entière. Cependant, c'est un des plus modestes établissements cisterciens de Galice.

### Déclin et destruction
À la suite du déclin de l'ordre à la fin du Moyen Âge, l'abbaye entre dans la Congrégation de Castille. Le déclin se poursuit : en 1584, le monastère ne compte que trois moines. En 1803, ce nombre est toutefois remonté à sept. Comme les autres monastères espagnols, celui de Peñamaior est supprimé lors du désamortissement de Mendizábal. L'abbatiale seule est conservée, les autres bâtiments servant de carrière de pierre.